# San Juan Michimaloya
San Juan Michimaloya es una localidad de México localizada en el municipio de Tula de Allende en el estado de Hidalgo.

## Toponimia
Del náhuatl Mich-malo-yan, radicales: michin, pescado, malo, cautivado, que se deriva de malli, cautivo, y la final yan, que indica la acción verbal. Pesquería o lugar donde se pesca.

## Geografía
Se encuentra en la región geográfica del Valle del Mezquital. Le corresponden las coordenadas geográficas 20° 06’ 08.416” de latitud norte y 99° 23’ 49.012” de longitud oeste, con una altitud de 2072 m s. n. m. Cuenta con un clima templado subhúmedo con lluvias en verano, de menor humedad.
En cuanto a fisiografía se encuentra en la provincia de la Eje Neovolcánico, dentro de la subprovincia de subprovincia de Llanuras y Sierras de Querétaro e Hidalgo; su terreno es de lomerío. En lo que respecta a la hidrografía se encuentra posicionado en la región del Pánuco, dentro de la cuenca del río Moctezuma, en la subcuenca del río Tula.

## Demografía
En 2020 registró una población de 1264 personas, lo que corresponde al 1.10 % de la población municipal. De los cuales 613 son hombres y 651 son mujeres.
| Gráfica de evolución demográfica de San Juan Michimaloya entre 1900 y 2020                   |
|                                                                                              |
| Población de los censos y conteos del Instituto Nacional de Estadística y Geografía (INEGI). |